# Osamah Ahmed Al Sanosi Ahmad
Osamah Ahmed Al Sanosi Ahmad  (* 1944 in Dschidda) ist ein saudi-arabischer Diplomat.

## Leben
Am 29. Oktober 2001 legte Osamah A. Al-Sanosi sein Akkreditierungsschreiben bei Aleksander Kwaśniewski in Warschau vor.
Ab 2006 war Osama bin Ahmed al-Sonusi Botschafter in Teheran.
Am 23. November 2009 überreichte er sein Akkreditierungsschreiben Michaëlle Jean, in der Rideau Hall in Ottawa. Ethicaloil, eine Agentur der Öffentlichkeitsarbeit für die Ausbeutung von kanadischem Ölsand, veröffentlichte am 18. August 2011 über den Television Bureau of Canada einen Videoclip, welcher Frauenrechte der Scharia in Saudi-Arabien zum Thema hatte. Am 6. September 2011 teilte Telecaster Services von der Television Bureau of Canada, eine Schiedsstelle der kanadischen Privatsender, Ethicaloil mit, dass sie von einem Anwaltsbüro, das die Interessen des Königreichs Saudi-Arabien vertritt, eine Abmahnung, mit der Forderung auf Einstellung der Veröffentlichung des Videos, erhalten hatte.
| Vorgänger                         | Amt                                             | Nachfolger                  |
| --------------------------------- | ----------------------------------------------- | --------------------------- |
| —                                 | Saudi-arabischer Botschafter in Polen 2001–2006 | Nasser bin Ahmed Al-Bireik  |
| Nasser bin Ahmed Al-Bireik        | Saudi-arabischer Botschafter im Iran 2006–2009  | Mohammed bin Abbas Alkilabi |
| Abdulaziz Bin Hussein Al-Sowayegh | Saudi-arabischer Botschafter in Kanada 2009–... | —                           |